# Dino Dainelli
Dino Dainelli (Pelago, 26 giugno 1918 – 2004) è stato un matematico e informatico italiano.

## Biografia
Si laureò in matematica alla Scuola Normale Superiore di Pisa, nel giugno del 1940 col massimo dei voti e la lode discutendo una tesi assegnatagli da Leonida Tonelli e fu poi da questi segnalato a Mauro Picone, allora direttore dell'Istituto Nazionale per le Applicazioni del Calcolo (IAC).
Nominato aiuto-ricercatore presso l’IAC nel novembre dello stesso anno, fu inviato nel 1951 negli Stati Uniti insieme a Enzo Aparo per fare esperienza soprattutto sui metodi di programmazione ed applicazione del calcolatore Mark IV della IBM presso il Computation Laboratory di Aiken (ad Harvard). Una tappa importante di tale viaggio fu anche la visita al calcolatore SEAC (Standard Eastern Automatic Calculator) di Washington dove ebbe l'opportunità di testare alcuni programmi sotto la supervisione della matematica Ida Rhodes.
L'esperienza maturata negli Stati Uniti gli permise di lavorare, nel 1955, insieme ai colleghi Enzo Aparo e Corrado Böhm, sul software di quella che sarà una pietra miliare dell'informatica italiana: la macchina FINAC, acquistata dalla compagnia britannica Ferranti, Ldt. e, successivamente, al progetto CINAC frutto della collaborazione tra IAC e la Olivetti.
Presso lo IAC, Dainelli svolgerà praticamente l’intera sua carriera scientifica, tenendo qualche incarico di insegnamento di analisi matematica all'Università di Roma La Sapienza.

## Pubblicazioni principali
- "Corso introduttivo all'uso della calcolatrice elettronica FINAC", Istituto Nazionale per le Applicazioni del Calcolo, Roma, 1955
- "Un aspetto del lavoro sulla calcolatrice FINAC del C.N.R.: il controllo dei programmi", Convegno sui problemi dell'Automatismo, Milano 8-13 aprile 1956
- con C. Bohm, "Le attività dell'Istituto Nazionale per le Applicazioni del Calcolo consentite dall'impiego della calcolatrice elettronica Ferranti", Convegno sui problemi dell'Automatismo, Milano 8-13 aprile 1956
- con E. Aparo, "Considerazioni sulle più recenti macchine calcolatrici elettroniche ed il loro impiego", Istituto Nazionale per le Applicazioni del Calcolo, Roma, 1954.